# 大鳳橋駅
大鳳橋駅（テボンギョえき）は、大韓民国大邱広域市南区にある大邱交通公社（DTRO）3号線の駅である。駅番号は333。

## 駅構造
相対式ホーム2面2線の高架駅。
のりば
※のりば番号の設定は無し。
| 上り | ●大邱都市鉄道3号線 | ゴンドゥルバウィ・明徳・漆谷慶大病院方面 |
| 下り | ●大邱都市鉄道3号線 | 寿城市場・寿城区民運動場・龍池方面       |

## 駅周辺
- 大邱百貨店プラザ店
- 大邱南山高等学校
- 信明女子中学校
- ハナ銀行寿城洞支店
- 大邱銀行 大鳳洞支店
- 大鳳橋

## 歴史
- 2015年4月23日: 3号線の開業とともに開業。

## 隣の駅
大邱交通公社
●3号線
ゴンドゥルバウィ駅 (332) - 大鳳橋駅 (333) - 寿城市場駅 (334)